# Карате
Карате́ (яп. 空手, «порожня рука»/«голіруч») або Карате́-до́ є бойовим мистецтвом, що розвинулося з китайських бойових мистецтв та мистецтв островів Рюкю. Карате, у загальному сенсі, — це мистецтво самозахисту за допомогою ударів, блоків та рухів. Удари завдаються як руками (кулаками, ребром долоні, відкритою рукою, ліктями), так і ногами (стопами, колінами). У різних стилях карате також вчать ударам у больові точки та життєво важливі ділянки, використанню захватів, викручуванню суглобів, замкам, утримуванням та кидкам. Людину, що практикує карате, називають каратистом (яп. 空手家:からてか — каратека). На даний момент близько 100 мільйонів людей на п'яти континентах і в 192 країнах займаються різними стилями карате, що робить його справді глобальним видом спорту.

## Етимологія
Зустрічається твердження, що через генеричне (не специфічне) значення слова «карате» («порожня рука»), будь-яку систему бою чи вид спорту, що не застосовує зброї, можна назвати карате.[джерело?] Цей аргумент є суперечливим і спрощеним, оскільки карате, як мистецтво, визначається також відношенням до його філософії, питаннями про походження та неповторність, а також, національними питаннями.

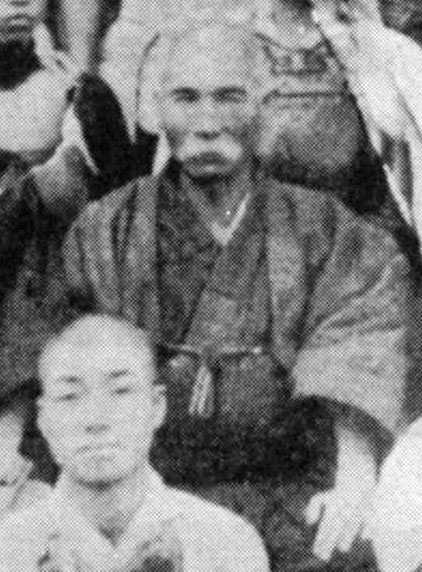
Ітосу Анко. Дід сучасного карате.

### Китайська рука
Спершу «карате» записувалося як Китайська рука у знаках (ієрогліфах) кандзі. Пізніше написання змінилося на омофон зі значенням порожня рука (омофони — слова або фрази, що вимовляються однаково, але мають відмінне написання та значення). Перед тим, як слово «карате» почали записувати, його використовували лише усно, через що його можна було розуміти у різні способи.[джерело?] Перше використання слова «карате» у друкованих працях відносять до Ітосу Анко (яп. 糸洲 安恒:いとす あんこう), який записував «карате» у кандзі як 唐手 (хіраґана:からて) — рука династії Тан, на відміну від використовуваного сьогодні 空手:からて  — порожня рука або голіруч. Династія Китаю Тан перервалася у 907 р. н. е. (за багато сторіч до народження Фуканоші), але знаки кандзі, що репрезентували її, залишилися на Окінаві у вжитку, як спосіб згадування Китаю взагалі. Таким чином, слово «карате» первісно означало китайська рука, або бойове мистецтво з Китаю.

За відсутністю письмових пам'яток, достеменно невідомо чи частина кара у «карате» спершу записувалася за допомогою ієрогліфа 唐, який означає Китай, чи ієрогліфа 空, що означає порожній. Під час піднесення захоплення Китаєм та китайськими речами на островах Рюкю, перший зі згаданих ієрогліфів зазвичай використовували для опису речей витонченої якості…

Слід відмітити, що використання цього ієрогліфа не є обов'язково пов'язаним з походженням слова «карате».

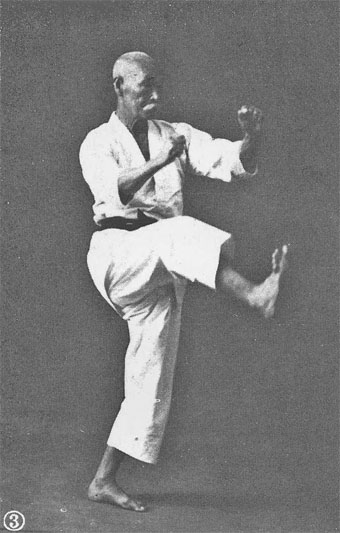
Ханасіро Тьомо.

### Порожня рука
Первісне використання фраз «китайська рука», «рука династії Тан», «китайський кулак» або «китайські прийоми» (залежно від тлумачення ієрогліфів 唐手) демонструє задокументований вплив Китаю на карате. Перше задокументоване використання омофону логограми що вимовляється як «кара», шляхом заміни ієрогліфа, що означає «Династія Тан» (唐:から), ієрогліфом, що означає «порожній» (空:から), було знайдене у книзі «Куміте карате» («Спаринги карате»), написаній Ханасіро (Ханаґусуку) Чьомо (яп. 花城 長茂:はなしろ（方言では、はなぐすく） ちょうも, 1869–1945) та виданій у серпні 1905. Оскільки відносини між Японією та Китаєм на початку 20-го сторіччя були натягнутими, а у 1932 року почалася окупація північної території Китаю, згадування китайського походження карате було дуже непопулярним. Після приблизно 1936 року, слово що вимовляється як «карате», стало майже усюди згадуватися як письмове кандзі 空手, що означає «порожня рука».
У 1933 році окінавське мистецтво карате визнав як японське бойове мистецтво Комітет японських бойових мистецтв, відомий як «Бутоку Кай». До 1935 року «карате» записувалося як «唐手» (Китайська рука). Але 1935 року майстри різних стилів окінавського карате провели конференцію, щоб ухвалити рішення щодо нової назви їхнього мистецтва. Вони вирішили назвати своє мистецтво «карате», записане японськими знаками як «空手» (порожня рука).

### Шлях та Рука
Додаток «до» (яп. 道:どう) після слова «карате» є ще одним символічним розвитком назви цього бойового мистецтва. «До» є суфіксом, що має численні значення, включаючи «дорогу», «стежку», «напрям» та, у цьому випадку, «шлях». Цей суфікс використовується у назвах багатьох бойових мистецтв та пережив перехід Японії від феодальної культури до сучасності. «До» означає, що відповідні мистецтва є не лише прийомами бою, але й несуть духовний елемент при їх вивченні як окремих дисциплін. У цьому контексті «до» зазвичай перекладається як «[який?] шлях» або «шлях [кого? чого?]», наприклад: в айкідо (яп. 合気道:あいきどう, «шлях гармонійного розвитку»); джюдо (яп. 柔道:じゅうどう, «м'який шлях» або «витончений шлях»); кендо (яп. 剣道:けんどう, «шлях меча»). Таким чином, «каратедо» означає більше, ніж лише «порожня рука», але «шлях порожньої руки».

## Історія

### Окінава
Сьогодні Окінава є частиною Японії, однак декілька сотень років вона розвивалась як окрема самостійна держава, з власними звичаями, культурою та військовими традиціями. Японія приєднала номінально незалежні острови Рюкю у 1874 р. після багатьох сторіч інтенсивного впливу Японії, а також вторгнення японського клану Сацума у 1609 р.
Окінавське бойове мистецтво «ті» (або «те») практикувалося в Окінаві королівськими сім'ями та їх наближеними за багато сторіч до появи і впродовж розвитку впливу Китаю. Існувало декілька формальних/офіційних стилів ті та досить багато майстрів, які практикували бойові мистецтва у власний спосіб. Одним з прикладів, що існує і сьогодні, є школа Мотобу уд'унді (яп. 本部 御殿手:もとぶ うどぅんでぃー), знання якої передав Уехара Сейкіті (яп. 上原 清吉:うえはら せいきち, 1904—2004) від сім'ї Мотобу. Ранні стилі карате часто узагальнюють під назвами Сюрі-те, Наха-те та Томарі-те, що походять від назв трьох міст, де ці мистецтва виникли. Кожна школа та її вчителі мають або мали свої особливі ката, прийоми та принципи, що відрізняють або відрізняли їх місцеву версію ті від усіх інших.
Членів вищих класів Окінави регулярно відправляли до Китаю для вивчення різноманітних політичних та практичних дисциплін. Частково завдяки цьому відбулося і залучення беззбройного китайського гунфу у окінавські бойові мистецтва. Дотепер, певні стилі карате мають удари подібні до фуцзянських бойових мистецтв, таких як Фуцзянський білий журавель, П'ятеро предків та Ґанґроу-цюань (англ. Gangrou-quan) (Жорсткий-М'який Кулак; що вимовляється японською як Ґодзюкен), тоді як інші стилі карате виглядають автентично окінавськими. Крім того, на карате мала вплив і Південно-Східна Азія — особливо Суматра, Ява та Мелака. Подібні риси між карате та сілатом (індонез. silat) можна знайти не лише в неозброєних видах, але й у стилях зі зброєю. Багато видів окінавської зброї походить з Південно-Східної Азії та з територій довкола неї. Ця зброя включає сай, тонфу та нунчаки.
Сакукава Канґа (яп. 佐久川 寛賀:さくかわ かんが, 1782–(1838 або 1862)) вивчав у Китаї кулачний бій та бій з палицею (у Китаї — гун; у Японії — бо). Згідно з легендою, він робив це під керівництвом дипломата з Китаю за ім'ям Косокун, який розробив кусанку ката. У 1806 р. в місті Сюрі він почав навчати мистецтва бою, яке назвав «Туді Сакукава», що у ті часи мало приблизне значення: «Сакукава з китайською рукою». Відповідні записи були першим відомим посиланням на мистецтво туді (яп. 唐手:トゥーディー: інша вимова ієрогліфів, що позначають слово карате: 唐手:からて). Найвидатніший учень Сакукави приблизно 1820-х років, Мацумура Сокон (яп. 松村 宗棍:まつむら そうこん, 1809—1899), навчав синтезу те (Сюрі-те та Томарі-те) та шаолінського (кит.: 少林) стилю.
Серед інших, Мацумура навчав свого мистецтва Ітосу Анко (1831—1915). Ітосу взяв від учителя кати віз., кусанку та чіанг нан для створення форм пінг'ан (японською хейан або пінан) — спрощених кат для учнів-початківців. У 1901 р. Ітосу зіграв провідну роль у введенні карате до курсу навчання в публічних школах Окінави. Його кати викладалися дітям у початковій школі. Вплив Ітосу на розвиток карате є істотним. Створені ним кати поширені у майже всіх стилях карате, а серед його учнів були одні з найвідоміших майстрів: Фунакосі Ґітін (яп. 船越義珍:ふなこし ぎちん, 1868—1957), Мабуні Кенва (яп. 摩文仁 賢和:まぶに けんわ, 1889—1952) та Мотобу Тьокі (яп. 本部 朝基:もとぶ ちょうき, 1870—1944). Деколи Ітосу згадують як діда сучасного карате.
У додаток до трьох ранніх стилів карате ті, на розвиток окінавських бойових мистецтв вплинув також іще один, четвертий стиль. Його розробив Уеті Канбун (яп. 上地 完文:うえち かんぶん, 1877—1948), який у віці 20 років вирушив у Фучжоу (що у фуцзянській провінції Китаю), щоби уникнути військового обов'язку в Японії. Перебуваючи у Фучжоу, він був учнем Шушіви, провідної фігури того часу у китайському Нанпа Сьорін-кен (англ. Nanpa Shorin-ken). Пізніше, він розробив свій власний стиль карате Уеті-рю. Цей стиль ґрунтувався на катах сантін, дзюсан та сансейру, яким Уеті Канбун свого часу навчився у Китаї.

### Японія

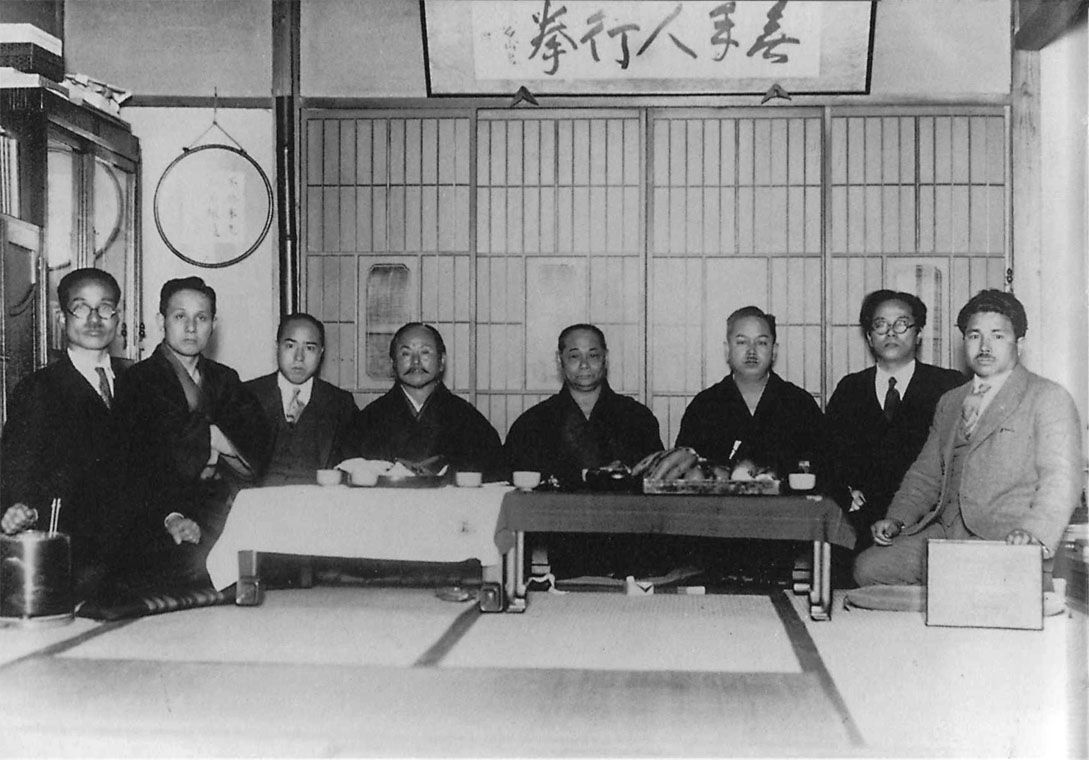
Майстри карате у Токіо, прибл. 1930-ті роки.
Зліва направо: Тояма Канкен, Оцука Хіронорі, Сімода Такесі, Фунакосі Ґітін, Мотобу Тьокі, Мабуні Кенва, Накасоне Ґенва та Тайра Сінкен.

### Традиційні стилі
Федерація всіх організацій каратедо Японії (Вадокай) визнає чотири традиційних стилі карате:
- Шотокан
- Вадо-рю
- Годзю-рю
- Сіто-рю

#### Шотокан
Введення та популяризацію карате на головних островах Японії переважно ставлять у заслугу Фунакосі Ґітіну, засновнику Шотокан карате, хоча багато інших окінавців також були активними вчителями карате і, таким чином, так само мають заслуги у передачі знань. Фунакосі був учнем як Асато Анко (яп. 安里 安恒:あさと あんこう, 1827—1903 або 1828—1906), так і Ітосу Анко, який працював над введенням карате у шкільну систему префектури Окінава на початку двадцятого сторіччя. Протягом цього періоду, серед видатних вчителів, які також зробили внесок у розповсюдження карате в Японії, були Мабуні Кенва, Міяґі Тьодзюн (яп. 宮城 長順:みやぎ ちょうじゅん, 1888—1953), Мотобу Тьокі, Тояма Канкен (яп. 遠山 寛賢:とおやま かんけん, 1888—1966). Це був бурхливий період в історії регіону, включаючи під'єднання групи окінавських островів до Японії у 1874 р., першу японсько-китайську війну (1894—1895), російсько-японська війна (1904—1905), приєднання Кореї та початок японської експансії (1905—1945).
Під час вторгнення Японії в Китай Фунакосі розумів, що мистецтво під назвою «китайська рука» («рука династії Тан») не було б прийнятним. Тоді з'явилася змінена назва: «шлях порожньої руки». Доданий суфікс «до» передбачає, що «каратедо» — це шлях самопізнання, а не лише вивчення технічних аспектів бою. Як і більшість бойових мистецтв, що практикувалися у Японії, карате зробило перехід від «дзюцу» (яп. 術:じゅつ — техніка, метод, майстерство або трюк) до суфікса «до» (яп. 道:どう — шлях) біля початку 20 століття. «До» в карате-до відокремлює його від карате-дзюцу, як айкідо відокремлене від айкідзюцу, дзюдо від дзюдзюцу, іайдо від іайдзюцу та тайдо від тайдзюцу.
Фунакосі змінив назви багатьох кат та назву самого мистецтва (принаймні, на головній території Японії), щоб карате було прийнятим японською будо організацією Дай Ніппон Бутоку Кай. Назви кат, які Фунакосі змінив на японські, включають: п'ять форм пінан, що стали відомі як хейан; три форми найханті — як теккі; сейсан (дзюсан) — як ханґецу; тінто — як ґанкаку; вансу — як емпі тощо. Проведені зміни були переважно політичними й не торкалися змісту кат, хоча Фунакосі ввів і певні зміни за змістом. Він проводив навчання у двох популярних гілках окінавського карате тих часів Сьорін-рю та Сьорей-рю. Крім того, він знаходився під впливом японського кендо та запровадив у свій стиль деякі відповідні ідеї з використання дистанцій та часу. Він завжди називав мистецтво, якому вчив, просто карате, але у 1936 році Фунакосі побудував додзьо Сьотокан у Токіо і стиль, який він передав у спадщину, стали зазвичай називати Сьотокан (назву цього стилю часто транслітерують як Шотокан).
Систематизація та осучаснення карате в Японії полягали також і в обранні білої форми, яка складалася з кімоно та доґі або кейкоґі, що переважно називалися (і називаються зараз) каратеґі, та кольорових і чорних поясів, що відповідають ступеню каратиста. Обидва новозаведення були запроваджені та популяризовані засновником дзюдо, Кано Дзіґоро (яп. 嘉納 治五郎:かのう じごろう, 1860—1938), при консультаціях Фунакосі, який скеровував власні зусилля та зусилля інших людей на модернізацію карате.

#### Вадо-рю
У 1922 р. Оцука Хіронорі (яп. 大塚 博紀:おおつか ひろのり, 1892—1982) відвідав спортивний фестиваль у Токіо, де відкрив для себе карате Фунакосі. Оцука був настільки вражений, що протягом перебування на фестивалі багато разів відвідав Фунакосі особисто. Фунакосі, у свою чергу, був вражений ентузіазмом та заповзятістю Оцуки у бажанні зрозуміти карате та згодився стати його вчителем. У наступні роки Оцука започаткував медичну практику для лікування ушкоджень отримуваних у практиці бойових мистецтв. Його видатна майстерність привела його у 30 років до посади головного інструктора з дзюдзюцу Сіндо Йосін-рю та інструктора-асистента в додзьо Фунакосі.
У 1929 р. Оцука став зареєстрованим членом Японської федерації бойових мистецтв. У той час в окінавському карате практикувалися лише кати. Оцука вважав, що повна сутність будо, зосереджена у захисті та атаці, була відсутня в окінавському карате, та що кати не приносили практичної користі в реальних ситуаціях. Він експериментував з іншими, більш бойовими стилями, такими як дзюдо, кендо та айкідо. Він сумістив практичні та корисні елементи окінавського карате з елементами традиційних японських бойових мистецтв дзюдзюцу та кендо. Серед іншого, це привело до зародження куміте або вільних поєдинків у карате. Переконання Оцуки в необхідності існування динамічнішого карате примусило його залишити Фунакосі та зосередитися на розвитку свого власного стилю — Вадо-рю. Вадо-рю було визнане незалежним стилем карате у 1934 р. Це дозволило залишити медичну практику та виповнити амбіційну мету життя Оцуки — повністю віддатися творінню бойових мистецтв.
Стиль карате, який Оцука створив та опрацював особисто, був офіційно зареєстрований у 1938 р. після присудження йому ступеня Ренсі-ґо (яп. 錬士 五:れんし ご — прибл. добротний інструктор). Оцука продемонстрував карате вадо-рю Японській федерації бойових мистецтв. Представники федерації були настільки вражені його стилем та відданістю розвитку карате, що визнали його інструктором високого рангу. Наступного року федерація зробила запит на реєстрацію назв всіх стилів, і Оцука зареєстрував назву вадо-рю. У 1944 р. Оцука був призначений Головним інструктором з карате Японії.

#### Годзю-рю
Стиль Годзю-рю було засновано у 1920-х роках майстром Тедзюн Міягі (1888—1953).

#### Сіто-рю
Цей стиль створив майстер Кенва Мабуні (1889—1952). Є одним з основних і найстаріших стилів карате. У порівнянні з Сьотокан, Сито-рю трохи ближче до старих окінавських стилів, що можна бачити при порівнянні ката.

### Інші стилі
Інші стилі не розглядаються як «несправжнє» або «погане» карате, а лише як такі, що не належать до традиційних (в історичному сенсі) шкіл.

#### Кіокушинкай
Новий стиль карате, розробив у 1964 р. Ояма Масутацу (яп. 大山 倍達:おおやま ますたつ, 1923—1994) (за народженням Чой Йонг-І {англ. Choi Yeong-Eui} з Кореї). Акцент у навчанні Кьокусін робився на повному контакті, фізичній стійкості та практичному застосуванні прийомів карате для самозахисту.

#### Іссін-рю
Це стиль окінавського карате, який заснував та назвав 15 січня 1956 р. Сімабуку Тацуо (яп. 島袋 龍夫:しまぶく たつお, 1908—1975) — учень Мотобу Тьокі. Карате іссін-рю поєднує карате сьорін-рю, карате ґодзю-рю та кобудо. Стиль іссін-рю, хоча й не дуже популярний в Окінаві, розповсюдився у США та інших країнах морськими піхотинцями, які перебували на островах. Згодом, вже після смерті Сімабуку, з'явилося багато модифікацій цього стилю, які існують і дотепер.

### Поза межами Японії

#### Корея
Вплив карате на корейські бойові мистецтва не викликає сумнівів. Оскільки Корея наприкінці XIX та першій половині XX століть знаходилась під окупацією на той час імперіалістичної Японії, багато хто з корейців їздив на навчання та роботу до Японії, де знайомилися з карате. Однак варто зауважити, що і на території Японії, і на території Кореї заняття бойовими мистецтвами довгий час були нелегальними або напівлегальними, а у Кореї існували й власні традиції, найбільш виражені з яких це акцент на великій кількості ударів ногами, жорсткість рухів та стрибкова техніка. Після легалізації тренувань з карате та до Капітуляції Японії у Другій світовій війні корейські школи працювали під назвами Тансудо та Консудо. Після відновлення незалежності, школи бойових мистецтв Кореї, на чолі яких стояли майстри, що навчались у Китаї та Японії, розпочали процес об'єднання усіх існуючих стилів в один.
Майстер карате Чхве Хонг Хі (кор. 최홍희; 崔泓熙, 1918—2002) — визначна особистість в історії тхеквондо — навчався сьотокан у Фунакосі Ґітіна. Тому на початковому етапі запозичив у нього методологію та елементи формальних комплексів, а також систему кольорових поясів. Також варто відзначити, що символ тхеквондо, сосна, було обрано саме на честь Фунакосі (Сьото у перекладі з японської «сосна»). Сучасне тхеквондо, після понад 70 років самостійного розвитку, відрізняється від будь-якого стилю карате.

#### Карате у Радянському Союзі
Карате з'явилося у СРСР в середині 60-х років під час хрущовської політики «потепління» (покращення міжнародних відносин). Тоді перші клуби з карате з'явилися у закладах вищої освіти Москви, Києва, Харкова та інших великих міст, куди приїжджали іноземні студенти з Азії. У листопаді-грудні 1978 року Спорткомітет Радянського Союзу заснував Федерацію карате СРСР.
Восени 1981 року Верховною Радою Української РСР було видано декілька наказів про карате, серед яких був наказ «Про адміністративну відповідальність за порушення правил навчання карате» і внесення до статті 219 КК РРФСР «Незаконне зберігання зброї» пункту 1 — «Незаконне навчання карате».
17 Травня 1984 р. реєстрація радянської федерації карате була скасована і воно знову стало незаконним.
У 1988 р. практика карате знову законно відновилася, хоча й під жорстким контролем уряду. Незалежні школи карате відновили своє функціонування лишень після розпуску СРСР у 1991—1992 рр. Після цього були сформовані національні федерації та почали проводитися національні турніри з оригінальних стилів карате.

#### Сполучені Штати Америки
Карате з'явилося у Сполучених Штатах завдяки військовим збройних сил США, які вивчили його в Окінаві або Японії та відкрили школи після повернення додому. У 1961 р. Нісіяма Хідетака (яп. 西山 秀隆:にしやま ひでたか, 1928–) — співзасновник Японської Асоціації Карате (ЯАК) та учень Фунакосі Ґітіна, — почав навчати карате у США. Крім того, з метою розповсюдження карате як мистецтва, Накаяма Масатосі (яп. 中山 正敏:なかやま まさとし, 1913—1987) надіслав до США Окадзакі Теруюкі (яп. 岡崎 照幸:おかざき てるゆき, 1931–), який заснував карате додзьо у Філадельфії.[джерело?] У 1963 р. від ЯАК у США був також відправлений Мікамі Такаюкі (яп. 三上 孝之:みかみ たかゆき, 1933–).

#### Велика Британія
У 1950-х та 1960-х роках декілька японських майстрів карате почали викладати своє мистецтво у Великій Британії. У 1965 р. Судзукі Тацуо (яп. 鈴木 辰夫:すずき たつお, 1928–) почав навчати Вадо-рю в Лондоні. У 1966 р. члени колишньої Британської федерації карате у співробітництві з ЯАК започаткували Спілку карате Великої Британії (СКВБ) очолювану головним інструктором Канадзава Хірокадзу (яп. 金澤 弘和:かなざわ ひろかず, 1931–). Еноеда Кейносуке (яп. :えのえだ けいのすけ, 1935—2003) приїхав до Англії у той самий час, як і Канадзава, який навчав у додзьо в Ліверпулі. Канадзава залишив Велику Британію через 3 роки, а його практику продовжив Еноеда. Після смерті Еноеди у 2003 р. головним інструктором СКВБ був обраний Енді Шеррі (англ. Andy Sherry). Незабаром від СКВБ відділилася нова асоціація ЯАК Англія.

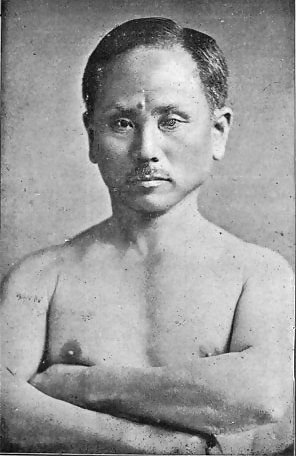
Фунакосі Ґітін — Засновник Сьотокан карате.

## Філософія

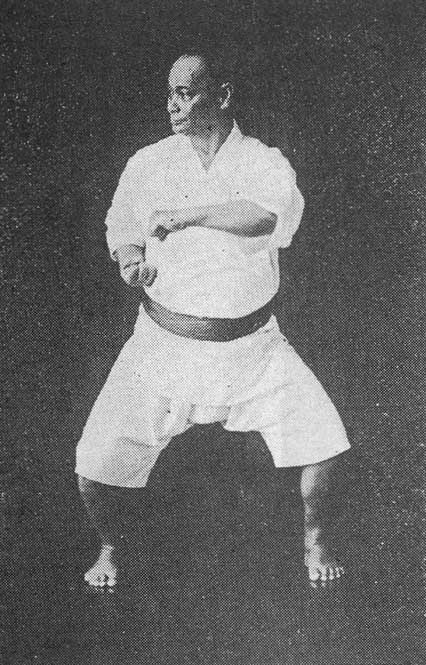
Мотобу Тьокі у найханті-даті, одній з базових стійок карате.

Фунакосі Ґітін інтерпретував частину «кара» з карате-до як «(само)очищення від егоїстичних та злих думок, оскільки лише з чистим розумом та свідомістю можна зрозуміти те (знання), що здобувається». Фунакосі також вірив, що людина повинна бути «скромною у душі та витонченою назовні». Лише через смиренність людина може відкритися для багатьох уроків карате — шляхом послуху та сприйняття критики. Він вважав найголовнішою рисою ввічливість, а також вірив, що «карате правильно застосовується лише у тих рідких випадках, коли людина повинна фізично перемогти супротивника, бо інакше сама буде фізично переможеною». Для Фунакосі не було незвичайним, коли каратист використовував своє мистецтво можливо лише одного разу за усе життя, оскільки каратист не повинен «бути легко втягнутим у бійку». Для нього, один удар, нанесений експертом, міг означати життя або смерть. Людина збезчещує себе, якщо використовує своє мистецтво не за призначенням. Фунакосі також був переконаний, що «у часи скрутної кризи, людина повинна мати сміливість… зустрітися з мільйоном і одним супротивником». Нерішучість він вважав ганебною рисою.

## Практичні тренування
Сучасні тренування з карате зазвичай ділять на кіхони (основи, базова техніка), кати (формальні вправи, комбінації), та куміте (спаринги). Ще однією важливою ділянкою тренувань, яку слід згадати, є використання зброї — кобудо. Часто карате розмежовують на вивчення його як мистецтва, спортивні тренування та тренування прийомів самозахисту. Однак, не зважаючи на довгу історію розвитку, в карате не виділяють повністю незалежних частин. Так, наприклад, згадані тренування із самозахисту вважають похідними від кат та прикладних прийомів карате.[джерело?] Під впливом Японії, наголос у сучасних тренуваннях часто робиться на психологічні аспекти. Ці аспекти мають складатися у правильне кокоро каратиста (внутрішній стан/характер/відношення до життя), яке включає такі риси як завзятість, сміливість, доброчесність та якості лідера/проводиря.

### Кіхон (Основи)
Важливість кіхону (яп. 基本:きほん) різна в різних стилях карате. Зазвичай, кіхон включає один прийом (або комбінацію прийомів), що повторюється цілою групою каратистів. Кіхон може також включати використання заданих рухів невеликими групами, у тому числі, парою каратистів.

### Ката (Формальні комплекси)
Ката (яп. 型:かた), що означає формальна вправа або комбінація, є встановленою послідовністю прийомів. Ці прийоми включають глибокі стійки для розвитку сили ніг та широкі рухи для розвитку постави/статури, а також здоров'я та сили серцево-судинної системи та верхньої частини тіла. Деякі кати є довгими і складними та тренують пам'ять і навчають розраховувати свої сили.
Ката включає тренування та демонстрацію фізичних принципів бою. Кату можна вважати послідовністю рухів карате, що відповідають різноманітним типам атаки та захисту за ідеальних умов.
Ката виникли, коли письменність в Окінаві та Китаї ще не була розповсюджена, тому регулярне вивчення кат було логічним шляхом збереження та передачі інформації. Окремі рухи можуть мати різні тлумачення або застосування для самозахисту. Навряд чи певний спосіб інтерпретації можна рахувати 'вірним' або 'невірним'. Натомість, те чи інше застосування може бути більш або менш корисним у справжньому поєдинку. Кати, що називаються однаково, можуть виконуватися з деякими відмінностями у різних стилях, у різних школах одного стилю, або навіть у різні часи в одного вчителя.
Існує багато типів кат. Певні кати (що різняться від школи до школи) використовують на всіх ступенях (рівнях) атестацій (іспитів, випробувань) на Кю та Дани.

### Куміте (Спаринги)
Куміте (яп. 組手:くみて), часто називають спарингом. Буквально, «куміте» означає «зустріч рук» або «сплетені руки» та має багато проявів.
В різних стилях сучасного Карате куміте відбувається за різними правилами, які на загал подібні.
Спаринг може бути довільним або структурованим. Довільний спаринг складається з учасників, які займають напів-структуровані стійки, що дозволяють певний рівень рухливості та гнучкості для виконання певних прийомів. Структуровані куміте складаються з наступних основних стадій:
1. Партнери готуються до атаки та захисту.
2. Сторона, що атакує, оголошує свою атаку (зазвичай, вказуючи ціль атаки та запланований прийом).
3. Сторона, що захищається, визнає оголошену атаку.
4. Сторона, що атакує, виконує атаку.
5. Сторона, що захищається, виконує блок встановлений для оголошеної атаки.

Зазначені дії можуть повторюватися з виконанням багатьох прийомів та зміною сторін атаки/захисту.
Сьогодні куміте практикують як у спортивних змаганнях, так і при тренуваннях самозахисту. Спортивні спаринги мають тенденцію бути поєдинками, у яких очки нараховуються після кожного успішного удару з короткою зупинкою зустрічі. Спаринги із застосуванням ударів руками та ногами можуть включати також і кидки та захоплення/зчеплення, що залежить від конкретного стилю або вчителя. Рівень фізичного дотику (контакту) у спарингах значно різниться від жорсткого правила відсутності будь-якого дотику до справжнього дотику (повного контакту). Спаринги зі справжнім дотиком зазвичай проводяться у захисному одязі/обладнанні.

### Доджьо кун (Клятва/Правила)
У традиціях карате та зокрема, бушідо, Доджьо кун є клятвою та набором правил, яким повинен слідувати каратист — як у доджьо (місці навчання/тренувальній залі), так і за межами доджьо (у повсякденному житті). Доджьо кун (яп. 道場 訓:どうじょう くん) — буквально означає «місце» (джьо) «шляху» (до) або «місце пошуку шляху», а кун — «правила».

### Ходзьо ундо (Гартування)
Для гартування, відомого як ходзьо ундо (яп. 補助 運動:ほじょ うんどう — «тренування технічних основ»), в карате застосовують традиційне обладнання. Воно включає відносно прості снаряди зроблені з дерева, каменю, соломи, піску та глини або їх сучасні модифікації. Це, наприклад, маківара (яп. 巻藁:まきわら, пружна дошка {часто обгорнута соломою} для відробляння ударів), ніґірі ґаме (яп. 握り瓶:にぎりがめ глеки, наповнені піском або залиті глиною, для напрацювання правильного хвату та зміцнення пальців) та тісі (яп. チーシー, кам'яні молотки/молоти різної ваги для зміцнення м'язів, суглобів, хвату та покращення техніки рук). Допоміжні вправи, що використовують таке обладнання, створені для тренування сили, витривалості, швидкості та координації рухів. У відповідному тренуванні спортивного карате особливу увагу приділяють аеробним вправам (тривалі фізичні тренування), анаеробним вправам (переважно, вправи до двох хвилин), силі, рухливості, гнучкості/розтяжності та контролю стресових станів. Конкретні типи тренувань залежать від школи карате та вчителя.

### Карате як вид спорту
Фунакосі Ґітін казав: «У карате немає місця змаганням». В Окінаві перед Другою світовою війною куміте не було частиною тренувань. Егамі Сігеру (яп. 江上 茂:えがみ しげる, 1912—1981) оповідав, що у 1940 році деяких каратистів примушували назавжди залишати їх додзьо через тренування із застосуванням спарингів, яких ті навчалися в Токіо.
Сучасні змагання з карате мають три дисципліни: спаринг (куміте), формальні комплекси (ката) без зброї та зі зброєю (ката кобудо). Учасники можуть брати участь у змаганнях індивідуально або у складі команди. Оцінка обох видів ката здійснюється суддями на лаві (журі). Спаринг судить головний суддя (рефері), якому зазвичай допомагають рефері-асистенти, що перебувають збоку майданчика. Поєдинки зі спарингу типово діляться за вагою, віком, статтю та досвідом учасників.

#### Олімпійське карате
Міжнародні змагання організовуються дуже ретельно. Міжнародний олімпійський комітет (МОК) визнав Всесвітню федерацію карате (ВФК) відповідальною за змагання з карате на Олімпійських іграх. ВФК розробило загальні правила для дотримання в усіх стилях. Національні організації — підрозділи ВФК — координують свої дії з відповідними Національними олімпійськими комітетами. Вже 3 серпня 2016 року МОК повідомив про те, що карате увійде до програми Літніх Олімпійських ігор 2020.

#### Неолімпійське карате
Існують також інші регіональні, національні та міжнародні організації, які проводять змагання з карате.
В Україні визнаними видами спорту є декілька версій неолімпійських стилів карате.
- Годзю-рю карате
- Карате JKA WFII
- Карате JKS
- Карате WKC
- Кіокушин карате
- Кіокушинкай карате
- Кіокушинкайкан карате
- Косіки карате
- Фунакоші шотокан карате
- Шотокан карате-до С. К.І.Ф
- Традиційне карате

### Ступені
У 1924 р. Фунакосі Ґітін адаптував систему данів (яп. 段:だん) від засновника дзюдо, Кано Дзіґоро, а також схему з обмеженим набором поясів різних кольорів. Інші окінавські вчителі також прийняли цю практику.
За системою кю/данів, оцінка майстерності новачка є кю з великим числовим значенням (наприклад, 9-те кю), яка розвивається у напрямку до кю з меншими числовими значеннями. Прогрес данів відбувається від 1-го дану (сьодан, або «початковий дан») до вищих ступенів. Каратистів, що оцінюють за системою кю (яп. 級:きゅう), називають кольоровими поясами або муданся (яп. 無段者:むだんしゃ — «ті, що дану не мають»). Каратистів з отриманими данами (ступенями) називають юданся (яп. 有段者:ゆうだんしゃ — «ті, що дан мають»). Юданса, незалежно від його/її дану, переважно носить чорний пояс.
Вимоги щодо отримання ступеня є різними у різних стилях, організаціях та школах. При наданні нового кю, найбільшу увагу звертають на стійки, рівновагу, та координацію рухів. На вищих ступенях оцінюється також швидкість та сила. Факторами, що впливають на швидкість отримання нових ступенів, є мінімальний дозволений вік та час, що минув після отримання останнього ступеня. Випробування складаються з демонстрації майстерності перед лавою екзаменаторів. Чорні пояси зазвичай випробовуються у спосіб, відомий як сінса (яп. 審査:しんさ — «перевірка, іспит»). Це випробування включає письмовий іспит, а також демонстрацію кіхонів, куміте, кат та бункай (яп. 分解:ぶんかい — «аналіз/застосування» {прийомів}).

## Гострі питання стосовно карате

### Нечесна практика
Протягом останніх близько 40 років з'явилася велика кількість вчителів та шкіл з недоброю славою, неправдивих майстрів та шахраїв, причиною чому стала популярність бойових мистецтв як у засобах масової інформації, так і в реальному житті. Ці школи, які називають МакДодзьо або Млини чорних поясів, часто очолюють вчителі з сумнівною майстерністю, сумнівною етикою їх справи або з першим та другим разом.

### Ката та кобудо
Після здійснення спроб на практиці застосувати прийоми з ката карате, деякі каратисти виявляються побитими. Натан Джонсон провів дослідження, яке показує, що ката карате були створені для використання зі зброєю. Однак справжня причина проблеми полягає у тому, що деякі каратисти не розуміють суті рухів ката та мети їх вивчення, а також вивчають ката не разом з бойовою практикою та фізичними вправами, а замість них.

## Карате на екрані та в популярній культурі
Карате швидко розповсюджувалося на заході засобами популярної культури. У художній літературі 1950-х років карате описували у термінах близьких до міфології. Західні ж професіонали бою без зброї представлялися як незнайомі зі східними бойовими мистецтвами. До 1970-х фільми з бойовими мистецтвами стали головним жанром, що популяризував карате та інші азійські бойові мистецтва на заході. У фільмі «Малюк-каратист» оповідається вигадана історія про те, як американський юнак став каратистом.
Деякі відомі зірки кіно, які вивчали зазначені нижче стилі карате, це:
- Жан-Клод Ван Дам — Шотокан
- Фуміо Демура — Сіто-рю
- Дольф Лундгрен — Кіокушинкай
- Сонні Чіба — Кіокушинкай
- Майкл Джей Вайт - Кіокушинкай
- Санада Хіроюкі - Кіокушинкай

## Тлумачення деяких термінів
Увага! Тлумачення перекладені з англійської та російської Вікіпедій. Вони не є перекладом з японської або китайської мов.
- Бо (яп. (棒:ぼう)) — вид ударної холодної зброї, палиця.
- Бункай (яп. 分解::ぶんかい), дослівно — «аналіз» або «розбирання», практично - «застосування прийомів засвоєних у катах».
- Будо, (яп. 武道:ぶどう) — бойовий/військовий {бу} шлях {до} — яп. позначення бойових мистецтв.
- Будокан (яп. 武道館:ぶどうかん) — будинок/зала (кан) бойового/військового {бу} шляху {до} — прибл. дім бойових мистецтв.
- Вадо-рю (яп. 和道流:わどうりゅう) — стиль (рю) гармонійного (ва) шляху (до).
- Ґанкаку (яп. 岩鶴:がんかく) — назва кати, яку Фунакосі дав формальній вправі (каті) тінто.
- Ґодзю-рю (яп. 剛柔流:ごうじゅうりゅう) — жорсткий/твердий- (го) витончений/м'який (дзю) стиль/техніка (рю).
- Дай Ніппон Бутоку Кай, (яп. 大日本武徳会:だい にっぽん ぶとく かい) — організація, головною метою якої є стандартизація, розвиток та збереження всіх можливих японських бойових мистецтв. Дай Ніппон Бутоку Кай в інтернеті [Архівовано 19 липня 2006 у Wayback Machine.].
- Дзюсан (яп. 十三:じゅうさん) — ката, що практикується у багатьох стилях карате. Буквально означає 13 та відноситься до 13 вбивчих позицій, однак люди називають цю кату як 13 рук, 13 кулаків, 13 прийомів або 13 кроків. Також цю кату називають сейсан, сесан, сейшан, а також ханґецу (яп. 半月、はんげつ, насправді, ханґецу, що складається з 41 руху, розроблена на основі дзюсан та практикується у сьотокан карате).
- До (яп. 道:どう) — шлях.
- Іссін-рю (яп. 一心流:いっしんりゅう) — стиль/техніка (рю) одного/усього/цілого (іс) серця (сін).
- Каратеґі (яп. 空手着:からてぎ) — одяг/форма (ґі) для тренувань з карате.
- Кейкоґі (яп. 稽古着:けいこぎ) — тренувальний (кейко) одяг (ґі) — форма для тренувань/практики з японських бойових мистецтв (будо), яку також називають «доґі» (яп. 道着:どうぎ).
- Кьокусін (яп. 極真) — вища істина. Стиль карате, назву якого часто транслітерують як Кіокушин.
- Найханті (яп. 内蹯地:ナイハンチ) або Найфанті (яп. ナイファンチ) — ката, що виконується зі стійки найханті-даті. Відома також як теккі.
- Найханті-даті (яп. ナイハンチ 立ち (だち)) — одна з базових стійок карате, в якій каратист стоїть з широко розставленими ногами.
- Нунчаки (яп. ヌンチャク — ну́нтяку) — вид ударної холодної зброї.
- Сай (яп. 釵:さい) — вид колющої холодної зброї.
- Сантін (яп. サンチン) — ката південно-китайського походження, яка є ядром декількох стилів карате, з яких найвідомішими є ґодзю-рю та уеті-рю.
- Сансейру (яп. 三十六手:サンセイルー) — ката, що означає «36 рук», число, що базується на міфології та означає 6×6, де перша шість — це око, вухо, ніс, язик, тіло та дух, а друга — відчуття колір, голос, запах, смак, дотик та судження/справедливість. Ката навчає комбінацій ударів руками, поєднує атаку та захист від ударів ногами.
- Сіндо Йосін-рю (яп. 新道楊心流:しんどう ようしんりゅう) — новий (сін) шлях (до) школи/стилю (рю) серця (сін) з верби (йо) — школа дзюдзюцу.
- Сіто-рю (яп. 糸東流:しとうりゅう) — згідно з інформацією на сайті Seishin-Do Karate назву школи/стилю («рю») «сіто-рю» створив Мабуні Кенва з альтернативного прочитання кандзі (знака/ієрогліфа) іто (糸) з імені майстра Ітосу Анко як «сі» та кандзі хіга (東) з імені майстра Хігаонна Канрьо (яп. 東恩納 寛量, 1853—1916) як «то».
- Сьохей-рю (яп. 昭霊流:ショウヘイリュウ) — стиль окінавського карате.
- Сьорін-рю (яп. 小林流:ショウリンリュウ) — стиль окінавського карате.
- Сьотокан (яп. 松濤館流:しょうとうかん) — будинок/зала (кан) «соснових хвиль» (сьото, псевдонім Фунакосі у його поезіях, філософських записах та листах до учнів). Стиль карате, назву якого часто транслітерують як Шотокан.
- Тамесіварі (яп. 試し割り) — розбивання твердих предметів незахищеними частинами тіла (наприклад, рукою цеглину).
- Теккі (яп. 鉄騎:てっき) — назва кати, яку Фунакосі дав формальній вправі (каті) найханті.
- Те або Ті (яп. 手:て) — рука.
- Тінто (яп. 鎮闘:ちんとう) — ката, яка згідно з легендою названа на честь китайського моряка, якого деколи називають Аннан, чий корабель розбився біля берега Окінави. Ця ката є дуже динамічною та застосовує розмаїття стійок, незвичні удари, що виконуються на різних висотах та рідкий поворот на одной нозі.
- Тонфа (яп. トンファー) — вид ударної холодної зброї.
- Уеті-рю (яп. 上地流:うえちりゅう) — «школа/стиль Уеті» або «шлях Уеті» (засновник — Уеті Канбун).
- Хангецу (яп. 半月型:はんげつ) — назва кати, яку Фунакосі дав формальній вправі (каті) дзюсан (сейсан).
- Хейан (яп. 平安:へいあん) — ката з п'яти формальних вправ, якій навчають у багатьох стилях карате, також відома як пінан. Перекладається як «у безпеці від шкоди».
- Цюань-фа (кит.: 拳法) — «основи/закон кулака» — загальна назва для позначення рукопашних китайських бойових мистецтв, що не використовують зброї. В окінавському прочитанні — Кемпо.